# Francisco López Cruz
Francisco López Cruz (Naranjito, Puerto Rico, diciembre de 1907 - Río Piedras, Puerto Rico, 15 de diciembre de 1988) fue un músico, compositor, escritor e investigador musical que luchó por rescatar la música e instrumentación folklórica puertorriqueña, especialmente el cuatro puertorriqueño.

## Obras literarias
- El Aguinaldo y el Villancico en el Folklor Puertorriqueño (1958), Editorial Instituto de Cultura Puertorriqueña en San Juan, Puerto Rico.
- Cancionero Navideño (1961), edición del Departamento de Instrucción Pública de Puerto Rico
- Música del Pueblo Puertorriqueño (1966), edición de The Troutman Press, Sharon, Connecticut Estados Unidos.
- La Música Folklórica de Puerto Rico (1967), edición de The Troutman Press, Sharon, Connecticut, Estados Unidos.
- El Aguinaldo en Puerto Rico (1968), Editorial Instituto de Cultura Puertorriqueña en San Juan, Puerto Rico.
- Método para la Enseñanza del Cuatro Puertorriqueño (1968), Editorial Instituto de Cultura Puertorriqueña en San Juan, Puerto Rico[1].

## Premios y reconocimientos
- Tres veces premiado por programas de televisión
- Primer Premio en el Concurso de Tesis Doctorales Hispanoamericanas otorgado por el Instituto de Cultura Hispánica de Madrid en el año 1953.
- Primer Premio del Ateneo Puertorriqueño por su obra "El Aguinaldo en Puerto Rico" en el año 1953.
- Primer Premio del Instituto de Literatura Puertorriqueña por su obra "La Música Folklórica de Puerto Rico" en el año 1967.
- Doctorado Honoris Causa otorgado por la Universidad Interamericana de Puerto Rico en el año 1977.
- Doctorado Honoris Causa otorgado por la Universidad Mundial en el año 1979.
- Premio Ciudadano del Año concedido por la Cámara de Comercio de Puerto Rico en el año 1980.
- Profesor Emeritus otorgado por la Universidad de Puerto Rico en el año 1984.
- Premio Nacional de Música, otorgado por el Instituto de Cultura Puertorriqueña, en el año 1986.[1]